# Liste der Naturdenkmale in Kröv
Die Liste der Naturdenkmale in Kröv nennt die im Gemeindegebiet von Kröv ausgewiesenen Naturdenkmale (Stand 11. März 2024).

## Ehemalige Naturdenkmale
| Nr. | Bezeichnung            | Lage                              | Beschreibung                                                                                   | Bild                                    |
| --- | ---------------------- | --------------------------------- | ---------------------------------------------------------------------------------------------- | --------------------------------------- |
|     | Schwarzer Maulbeerbaum | innerorts                         | Morus nigra; Rechtsverordnung aufgehoben                                                       | Direkt Bild zu diesem Denkmal hochladen |
|     | Kiefernholzgruppe      | nordöstlich des Ortes am Burgberg | Pinus sylvestris, 30 Bäume; flächenhaftes Naturdenkmal, ca. 0,1 ha Rechtsverordnung aufgehoben | Direkt Bild zu diesem Denkmal hochladen |